# استراتفورد، انتاریو
استراتفورد، انتاریو (به انگلیسی: Stratford, Ontario) یک شهر در کانادا است که در جنوب‌غربی استان انتاریو واقع شده‌است.

## خصوصیات
استراتفورد ۳۰٬۸۸۶ نفر جمعیت دارد و ۳۴۵ متر بالاتر از سطح دریا واقع شده‌است.